# كرايغ جيمس (سياسي)
كرايغ جيمس (بالإنجليزية: Craig T. James)‏ هو محامي وسياسي أمريكي، ولد في 5 مايو 1941 في أوغستا في الولايات المتحدة. حزبياً، نشط في الحزب الجمهوري. في انتخابات مجلس النواب الأمريكي 1990 ‏، انتخب عضو مجلس النواب الأمريكي عن دائرة Florida's 4th congressional district ‏ وقد انضم خلال فترته النيابية ‏ (3 يناير 1991 – 3 يناير 1993)  للكتلة البرلمانية الحزب الجمهوري وانتخب عضو مجلس النواب الأمريكي.